# Acacia sporadica
Acacia sporadica är en ärtväxtart som beskrevs av Neville Grant Walsh. Acacia sporadica ingår i släktet akacior, och familjen ärtväxter. Inga underarter finns listade i Catalogue of Life.